# 猫耳朵

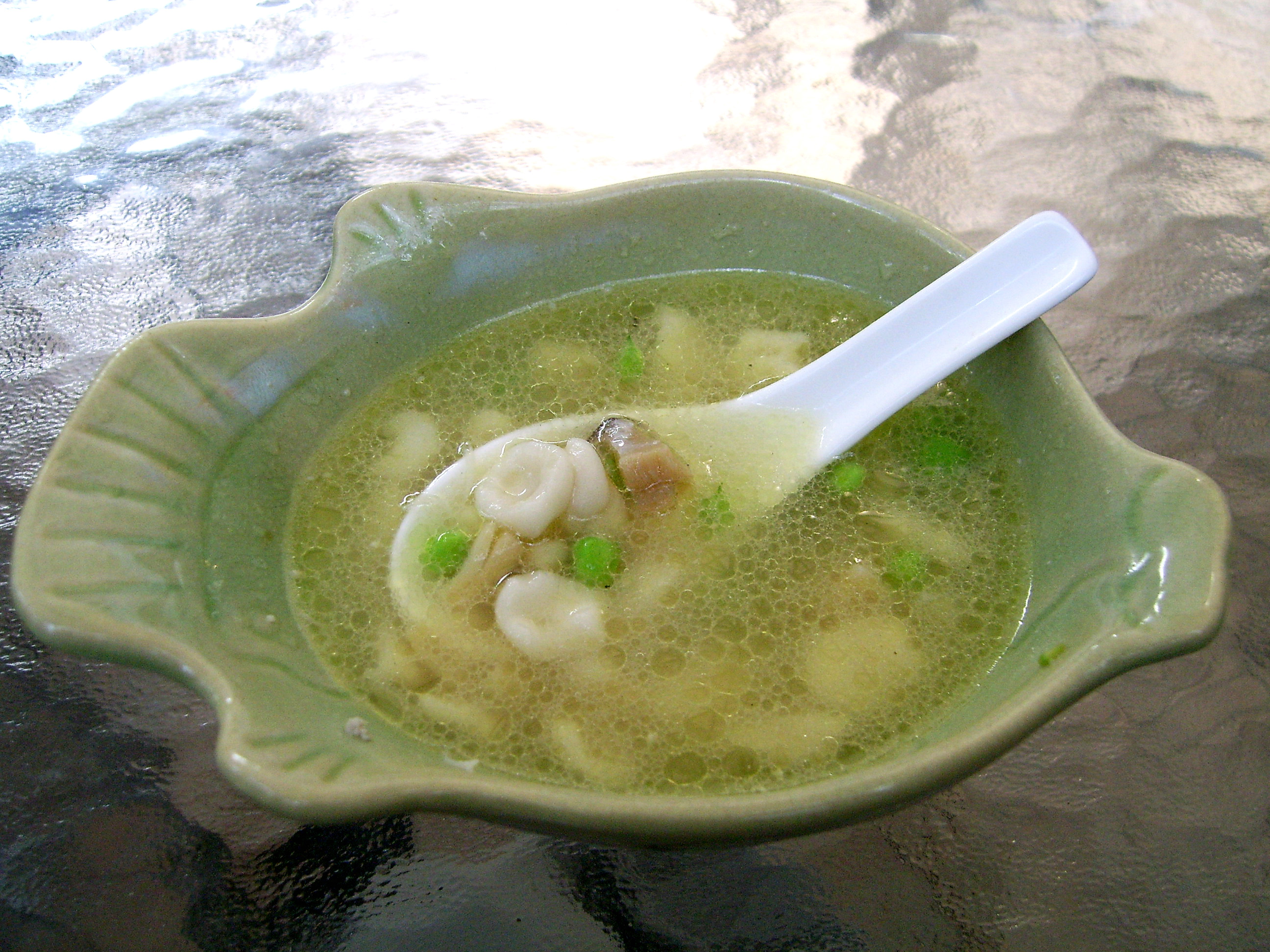
浙江杭州知味观的猫耳朵。

猫耳朵是一种麵食，因其形似猫耳而得名。麵和好后，將其分成小塊、切成一小片，再捲成小卷，最後煮或蒸熟。

## 圪朵儿
亦作“圪团儿”，在中国北方地区，主要是晋语区，如山西省中北部、内蒙古西部、河北张家口等地，这种麵食很常见，在当地被称为“圪朵儿”或“圪团儿”、“圪卷儿”等。陝西關中人稱麻食（麻食子、麻什），陝北語「坨圪」、「圪咜」，甘肅叫窩窩麵。
做法是用白麵、荞麦面等和好后，切成小块，用手的大拇指在案板上一捻即成。清水煮后捞出，浇上菜或卤等食用。因形如猫耳，且由于晋语本名令外地人感到生涩难懂，因而近年来也被称为“猫耳朵”。
在一些地区也有用莜麦制成，蒸熟后食用。莜面有独特的风味，较白麵不易消化，所以抗饿。

## 杭州猫耳朵
猫耳朵也是浙江杭州知味观的传统风味小吃，用白麵制成耳朵形状的小麵瓣，配上鸡丁、火腿丁、香菇、干貝、笋片等佐料烹制而成。

## 参看
- 山西面食
- 蓧麵栲栳栳
- 剔羹
- 意大利猫耳朵
- 台灣麵粉粿